# Fredrik Vilhelm von Buxhoevden
Fredrik Vilhelm von Buxhoevden, född 14 september 1750 på Võlla herrgård på ön Moon, guvernementet Livland, död 23 augusti 1811 på Koluvere slott, var en rysk greve och fältherre.

## Bakgrund och tidig karriär
Fredrik Vilhelm von Buxhoevden härstammade från en gammal balttysk släkt från Livland. Han anställdes i den ryska armén redan 1764 och deltog framgångsrikt i rysk-turkiska kriget (1768–1774). 1770 utnämndes han till fänrik vid fortifikationstrupperna. Efter att han gift sig "förnämt" befordrades han snabbt. Han befordrades till överste 1783 och 1789 till generalmajor. 
Under Gustav III:s ryska krig (1788–1790) undsatte han som brigadchef Viborg och Fredrikshamn och deltog även i första slaget vid Svensksund 24 augusti 1789. I rysk-polska kriget tjänstgjorde han 1793–1794 som divisionsgeneral och blev efter det framgångsrika kriget militärguvernör i det erövrade Warschau. Han gavs även grevlig värdighet i Pommern – en titel som året efter förärades honom även i Ryssland. Karriären fortsatte med utnämning till generallöjtnant och överkommendant i Sankt Petersburg 1797 men redan nästa år föll han i onåd hos tsar Paul I och förvisades till sina gods.

## Första Napoleonkriget
Efter ryskt tronskifte inkallades han av den nye tsaren Alexander I för att delta i första Napoleonkriget. 1805 förde han de allierades vänstra flank i det viktiga slaget vid Austerlitz. På hösten nästa år blev han överbefälhavare i Ostpreussen men efter några mindre lyckade företag ersattes han av general von Bennigsen. En av förlusterna var i slaget vid Pultusk (50 km norr om Warszawa) den 26 december 1806. Efterträdaren von Bennigsen förlorade snart också ett viktigt slag vid Friedland i juni 1807 och så fick von Buxhoevden tillbaka kommandot.

## Finska kriget 1808–09
I Finska kriget ledde han som överbefälhavare för de ryska styrkornas inledande angrepp och hade även ryske tsarens uppdrag att utöva högsta ledningen över de erövrade områdena. 
Han inledde belägringen/bevakningen av Sveaborg och nådde redan efter en månad med huvudstyrkan fram till Åbo på finska västkusten. Där etablerade han sitt högkvarter och ägnade sig i fortsättningen mer åt landets administration än åt militära problem.
Han ingick den 29 september stilleståndet i Lohteå, något som väckte stort missnöje i Sankt Petersburg. I november bekräftar han konventionen i Olkijoki och samma månad fick han avsked på grund av sjuklighet. Han ersattes som överbefälhavare för ryska trupperna i Finland av generalen Bogdan von Knorring. 
Hans möte med landshövding Olof Wibelius i Kuopio har skildrats i Fänrik Ståls sägner.
Efter freden 1809 blev han högste styresman i Storfurstendömet Finland och anses som sådan ha varit rättvis och ädelmodig. Han dog 1811 på sitt slott Lode i nuvarande Koluvere i Estland.

## Utmärkelser
- Riddare av Sankt Alexander Nevskij-orden
- Georgsorden, tredje klass
- Georgsorden, fjärde klass
- Polska Sankt Stanislaus orden
- Georgsorden, andra klass
- Guldsabel "för tapperhet"
- Sankt Vladimirs orden, första klassen
- Andreasorden
- Vita örnens orden
- Sankt Vladimirs orden, andra klassen
- Ryska Sankt Stanislausorden

[Redigera Wikidata]